# Shahabad
Shahabad (o Shahabad Deccan) è una città dell'India di 50 587 abitanti, situata nel distretto di Gulbarga, nello stato federato del Karnataka. In base al numero di abitanti la città rientra nella classe II (da 50 000 a 99 999 persone).

## Geografia fisica
La città è situata a 17° 7' 60 N e 76° 55' 60 E e ha un'altitudine di 390 m s.l.m.

## Società

### Evoluzione demografica
Al censimento del 2001 la popolazione di Shahabad assommava a 50 587 persone, delle quali 25 981 maschi e 24 606 femmine. I bambini di età inferiore o uguale ai sei anni assommavano a 7 821, dei quali 4 169 maschi e 3 652 femmine. Infine, coloro che erano in grado di saper almeno leggere e scrivere erano 29 086, dei quali 17 199 maschi e 11 887 femmine.